# Henri Estienne

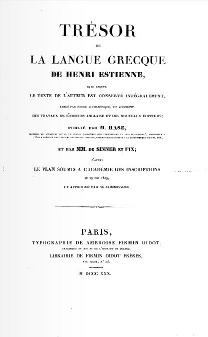
Trésor de la langue grecque (Wiederausgabe, 1830)

Henri (II.) Estienne (* 1531 in Paris; † 1598 in Lyon), auch Henricus Stephanus, war ein protestantischer französischer Buchdrucker und Philologe, ebenso ein Vertreter der humanistischen Bewegung.

## Familie
Henri Estienne gehört zur französischen Buchdruckerfamilie Estienne: Er ist der älteste Sohn des Buchdruckers und Verlegers Robert Estienne (1499–1559) und der reichen und gelehrten Perette, Tochter eines der damals einflussreichsten Buchhändler in Paris, Iodocus Badius Ascensius. Sein Großvater war der Drucker Henri (I.) Estienne (ca. 1470–1520).
Aus drei Ehen hatte er 14 Kinder, zu denen auch Sohn Paulus Estienne (geboren 1566) gehörte.

## Leben & Ausbildung
Henri Estienne erhielt die Ausbildung eines Gelehrten in humanistischer Familientradition, wurde aber vor allem in den alten Sprachen ausgebildet. Des Weiteren legte er ein großes Interesse für Handschriften an den Tag. 1557 verließ er Paris und folgte seinem Vater nach Genf, wo er sich, wie es der Vater in seinem Testament von seinen Kindern verlangt hatte, dem Calvinismus zuwandte. Aber auch die Verlagsproduktion spielte bei dieser Entscheidung eine Rolle: Er wurde zum Drucker von Johannes Calvin und dessen Mitarbeiter Théodore de Bèze. 
Nachdem im Jahre 1559 sein Vater Robert verstorben war, vereinigte er dessen Druckerei mit der eigenen, denn er war von Robert Estienne als universeller Erbe ernannt worden, so dass er das Haus und die Druckerei erben sollte. Was die Problematik der schriftsprachlichen Norm in Frankreich anbelangte, schienen Robert (wie Louis Meigret für Orthographie, die an Aussprache orientiert ist) und Henri Estienne, den usage anzunehmen, wobei ihnen das in Paris gesprochene Französisch zur Grundlage diente. Ländliche Redensarten verwarfen beide und übten Kritik an der Sprache des Hofes.
Da sich Estienne gegenüber Autoritäten kritisch äußerte, sich einer sehr offenen, beziehungsweise derben Sprache bediente, kam es zu Konflikten mit den Behörden in Genf. Dadurch war er wiederholt gezwungen, sich gegen die Atheismusvorwürfe zur Wehr zu setzen, ebenso Schriften zu ändern. Nachdem er inhaftiert gewesen war, verließ er Genf und verbrachte die Zeit bis zu seinem Tod in Lyon.

## Mäzene
Henri Estienne sah sich aufgrund der Fülle an Unternehmungen mit finanziellen Problemen konfrontiert. Der Thesaurus Graecae Linguae beispielsweise war so umfangreich, dass er Estienne ruinierte. Finanzielle Unterstützung wie auch die Erlaubnis, die Handschriften aus seiner eigenen Bibliothek zu nutzen, erhielt er vom Augsburger Handelsherrn und Bibliophilen Ulrich Fugger in der Zeit von 1558 bis 1568. In den Jahren 1565 bis 1569 fand er Hilfe bei Laurent de Normandie (1510–1569) und nach dessen Tod, bei der Witwe Anne Colladon. Ab 1579 druckte er auch im Dienste des französischen Königs Henri III.

## Reisen
Er reiste häufig nach Paris, aber auch nach Deutschland, unter anderem aufgrund der Frankfurter Buchmesse aber auch wegen seiner Bekanntschaft mit Philipp Melanchthon. Weiterhin gehörten auch Italien, England und Flandern zu den Zielen seiner Reisen.

## Wirkungsbereich
Estienne brachte viele Werke heraus, insbesondere Schrifttum der griechischen und römischen Antike. Die Anregung, das Vermächtnis alter Kulturen in vermehrtem Maße herauszugeben, ist zum Teil auf die verstärkte Entwicklung übersetzerischer Tätigkeiten in den Jahren von 1549 bis 1572 zurückzuführen. Dazu kommt eine Reihe eigener Schriften. Seine eigenen Werke umfassen allgemeine Wörterbücher und Thesauren der lateinischen und griechischen Sprache sowie sprachdidaktische Schriften. Einige dieser Wörterbücher werden in überarbeiteten Fassungen bis heute verwendet. Beispielsweise erfuhr sein griechisches Wörterbuch Thesaurus Graecae Linguae, erschienen in fünf Bänden, im 19. Jahrhundert Neudrucke in London und Paris. Die Arbeit an dem Thesaurus Graecae Linguae hatte er in Genf mit seinem Vater Robert begonnen, nach dessen Tod führte er sie allein zu Ende. Zu seinen wichtigsten editorischen Leistungen gehört unter anderem die Erstausgabe des Anakreon mit Estiennes lateinischer Übersetzung (1554). Dieser Odendichter war für die Pléiade modellbildend und daher dankte Ronsard Estienne für diese Edition in seiner Gedichtsammlung Les Odes (V, XVI).
Zu den von ihm herausgegebenen, übersetzten oder kommentierten Autoren zählen unter anderem Aristoteles, Diogenes Laertius, Herodot, Plutarch, Thukydides, Homer, Cicero und Vergil, an denen seine Verbundenheit mit der Antike sichtbar wird. In seinen eigenen Werken befasste er sich auch mit zeitgenössischer Literatur. Die Werke des griechischen Philosophen Platon werden noch heute nach der Seitennummerierung der von Estienne 1578 in Genf veröffentlichten Gesamtausgabe zitiert (Stephanus-Paginierung), welche bis ins frühe 19. Jahrhundert die maßgebliche Platon-Edition war. Ebenso geht auf ihn die Verseinteilung der Bibel zurück, die Kapiteleinteilung dagegen auf Stephen Langton. 
Zu Estiennes Leistungen gehören 170 Editionen in verschiedenen Sprachen, darunter die mehrfache Herausgabe des Neuen Testaments im griechischen Urtext.
Er war auch auf medizinischem Gebiet tätig und verfasste medizinische Lexika, beispielsweise Medicae artis principes Graeci (1567). Im Gegensatz zu anderen Verfassern medizinischer Werke war Estienne jedoch kein Arzt.
Er gilt als Vertreter der französischen Volkssprache. Auch aus kommerziellen Gründen war die Verbreitung französischer Druckschriften von Bedeutung. Diese Druckschriften trugen zur Normierung und Vereinheitlichung der Orthographie und Grammatik der französischen Sprache bei.

### Seine Leistungen anhand einiger Werke
In dem Werk Traicté de la Conformité du langage françois avec le Grec kommen die drei Maximen des bedeutenden Sprachreformers zum Tragen: Seiner Ansicht nach ist die griechische Sprache die schönste von allen, betrachte man jedoch die modernen Sprachen, so sei das Französische diejenige Sprache, die dem Griechischen am nächsten stehe, und aus diesem Grund sei sie die bedeutendste lebende Sprache. Mit dieser Schrift hatte er es schon im Jahr 1565 gewagt, das Französische dem Griechischen direkt anzunähern, um zwischen den beiden Sprachen eine Strukturanalogie sichtbar zu machen. Er entdeckte in den gebräuchlichsten, ja sogar in umgangssprachlichen Wörtern der französischen Sprache griechische Wurzeln. Neben der semantischen Übereinstimmung zahlreicher Fügungen der griechischen und französischen Sprache stelle er auch Übereinstimmungen in der Syntax fest.
In dem 1566 in Genf erschienenen Werk L'introduction au traité des merveilles anciennes avec les modernes ou Traité préparatif à l'Apologie pour Hérodote lässt sich eine Tendenz erkennen, griechische und französische Gegenstände zu parallelisieren. Weiterhin verfolgt Estienne die Intention, Herodot von Halikarnassos gegen Kritiker zu verteidigen. In der umfangreichen Apologie wird neben der Anklage der katholischen Kirche auch eine anti-italienische Tendenz deutlich. Während er sich zu Beginn Herodot, dem „Vater der Geschichte“ widmet, wendet er sich ab Kapitel VI dem Beweis der katholischen Unmoral zu und zieht dafür antike, mittelalterliche aber auch zeitgenössische Predigten, Anekdoten, Fabeln, Schwänke und Exempla heran. Kirchenfürsten, Nonnen, Mönche bezichtigt er unter anderem des Ehebruchs, der Homosexualität, der Sodomie, des Mordes oder der Blasphemie. In der Form eines gegen die katholische Kirche gerichteten Pamphlets bedient sich Estienne einer Reihe satirischer Parallelen zwischen der Götzenanbetung des Altertums und dem zeitgenössischen Katholizismus. Die satirischen, gegen Rom gerichteten Darstellungen wechseln sich mit antiklerikalen Anekdoten, die in der Art von Versdichtungen und traditionellen Erzählungen verfasst sind, ab. Marguerite de Navarre hat, Henri Estienne zufolge, die ältesten Grundmuster weitergeführt, wie beispielsweise die Inzest oder eine Ehebrecherin damit zu bestrafen, aus dem Schädel ihres toten Liebhabers trinken zu müssen. Als typisches Merkmal der Renaissance weist die Apologie eine episodenhafte Form auf, bei der die einzelnen Episoden locker verknüpft sind. Weiterhin setzt er in diesem Werk die Artikulation der Savoyer mit derjenigen der Dorer gleich.
1569 verfasste Estienne einen Rundbrief, in dem er sich über den Stand des Druck- und Verlagswesens äußerte und seinen Verdruss über die mangelhafte Arbeit einiger Drucker zum Ausdruck brachte.
Im Werk Deux Dialogues du nouveau langage italianizé (1578) übt Estienne vor allem Kritik am übermäßigen Gebrauch sowohl der italienischen Sprache als auch der Italianismen, also italienischer Lehnwörter in der französischen Sprache. Da der Hof mit Italien paktiert hatte, behauptete Estienne, dass falls dieser Hof der Ort der besseren Sprache gewesen war, er es zu jenem Zeitpunkt nicht mehr gewesen wäre. In dieser Schrift, welche auf der Rückfahrt von einem Aufenthalt Estiennes am Hof Henri III. entstanden war, mischte er der philologischen Argumentation Merkmale der Satire bei: Das Französische, das naher Verwandter des Griechischen sei, schulde dem Italienischen, dieser degenerierten Form des Lateinischen, welche die Höflinge in ganz Paris in Mode zu bringen versuchten, nichts. In den Deux Dialogues vermischen sich diverse Genres wie Anekdoten, Epigramme, Erzählungen, aber auch fundierte Details und Zitate. Als 1580 der Genfer Rat diese Schrift prüfte, bemerkten die Berichterstatter, dass vom Verfasser angeblich mehrfach skandalöse Dinge angeführt wurden und ebenso verschiedene Entheiligungen der Heiligen Schrift zu verzeichnen seien.
1579 unternahm er im Projet du livre intitulé De la précellence du langage françois den Versuch, die Überlegenheit der französischen Sprache gegenüber der italienischen zu beweisen, woran ein gestiegenes Selbstbewusstsein der Franzosen deutlich wurde. Weiterhin hob Estienne darin die Vorreiterstellung des Hofes, das heißt, der Sprache der Ile-de-France hervor. Obwohl er auch in dieser Schrift nicht umhinkam, die italienischen Lehnwörter anzuprangern, bot er den Italienern den Frieden an, wenn diese die „Précellence“ der französischen Sprache einräumten und in eine Art Bündnispakt einwilligten, um die Unterlegenheit des Spanischen anzuerkennen. Hierbei stellte er die Grammatik in den Dienst des ideologischen und kulturellen Kampfes, die Nationalsprache zu verherrlichen. Die Debatte gegen Italien führten allerdings nicht nur Hugenotten wie Henri Estienne, denn unter Henri III. war dies tatsächlich eine allgemein diskutierte Thematik.

## Liste einiger Primärwerke
- Ciceronianvm lexicon Græcolatinum. Id est, lexicon ex variis Græcorum scriptorum locis à Cicerone interpretatis collectum. Henric Stephani, Paris 1557 (Digitalisat).
- Dictionarium medicum, vel, expositiones vocum medicinalium, ad verbum excerptæ ex Hippocrate, Aretaeo, Galeno, Oribasio, Rufo Ephesio, Aetio, Alex. Tralliano, Paulo Aegineta, Actuario, Corn. Celso. Cum Latine interpretatione. Lexica duo in Hippocratem huic Dictionario præfixa sunt, unum, Erotiani, nunquã antea editũ: alterũ, Galeni, multo emendatius Quàm antea excusum. s. n., s. l. 1564.
- Traicté de la conformité du langage françois avec le grec. Henri Estienne, s. l. 1565 (Digitalisat).
- L'introduction au traité de la conformité des merveilles anciennes avec les modernes, Ou Traité préparatif à l'Apologie pour Hérodote. s. n., s. l. 1566.
- Annotationes in Sophoclem et Euripidem. Quibus variae lectiones examinantur. s. n., s. l. 1568.
- Artis typographicae querimonia. Epitaphia graece et latina doctorum quorundam typographorum. s. n., s. l. 1569.
- Thesaurus græcæ linguæ. 4 Bände. A. Firmin-Didot, Paris 1572 (Digitalisat).
- Discours Merveilleux De La vie, actions & deportemens de Catherine de Medicis Royne mere. Auquel sont recitez les moyens qu'elle a tenu pour usurper le gouvernement du royaume de France, & ruiner l'estat d'iceluy. s. n., s. l. 1575.
- De Latinitate falso suspecta. Henri Estienne, s. l. 1576.
- Epistolia, Dialogi Breves, Orativncvlæ, Poematia. Ex variis utriusque linguae scriptoribus. s. n., Paris 1577 (Digitalisat).
- Devx dialogves du nouueau langage François, italianizé, & autrement desguizé entre les courtisans de ce temps. s. n., s. l. 1578 (Digitalisat).
- De la precellence du langage François. Mamert Patisson, Paris 1579 (Digitalisat).
- Hypomneses de Gall. lingva peregrinis eam discentibus necessariæ. s. n., s. l., 1582 (Digitalisat).
- Ad Senecæ lectionem Proodopoeïa. s. n., s. l. 1586 (Digitalisat).
- Ad M. Ter. Varronis assertiones analogiæ sermonis Latini. Estienne, s. l. 1591 (Digitalisat).
- Les premices, ou le premier livre des proverbes epigramatizez, ou des epigrammes proverbializez. s. l., s. n. 1594.